# Dimitris Salpinguidis
Dimitris Salpinguidis (Grec: Δημήτρης Σαλπιγγίδης nascut el 10 d'agost de 1981) és un futbolista grec. Juga de davanter i el seu equip actual és el Panathinaikos FC.

## Carrera futbolística
Salpinguidis se n'anà al PAOK Salònica FC quan encara era un xiquet. El PAOK ho va enviar cedit al Kavala FC. A la fi del seu tercer any en el Kavala, Salpigidis era el màxim golejador de la Segona Divisió. Després va tornar al PAOK per a retornar al Tumba Stadium.
Salpinguidis va mostrar un vast talent futbolístic quan retorn al PAOK FC, jugant com centrecampista dret. Gradualment es va guanyar el seu lloc en el planter titular, només uns mesos després de tornar com a cedit.
Després d'un any i després de la pèrdua de jugadors com Ioannis Okkas i el prolífer davanter exNewcastle, Giorgos Georgiadis, Salpinguidis a l'edat de 21 anys, va esdevenir el capità de l'equip i va començar a jugar de davanter centre. Ràpidament va demostrar un olfacte golejador i es va transformar en un davanter. La seua importància en el PAOK era tan gran que se li va donar permís per a perdre's un partit amb l'equip Olímpic de Grècia, perquè poguera participar en la classificació de la Champions (juny de 2004).
En el 20 d'agost de 2006, durant el seu debut amb el Panathinaikos FC en la Super-Lliga, "Salpi" va convertir tres gols, ajudant al seu equip a obtenir la victòria d'1-4.

## Transaccions
En l'estiu de l'any 2006, Dimitris va ser un objectiu potencial per a la transferència per als clubs grecs com l'Olympiacos FC, l'AEK Atenes i el Panathinaikos FC. Finalment en el 16 d'agost, el davanter va acceptar continuar la seua carrera en el Panathinaikos FC. A tot estirar de la seua transferència del Salònica a l'Atenes, PAOK FC va rebre 1.8 milions d'euros i 3 jugadors, (Sandor Torghelle, Kostas Chalarambidis i Thanasis Tsigas) en un préstec de dos anys al Panathinaikos FC. El seu traspàs al Panathinaikos FC és el més car que mai ha fet un jugador grec en la història de la lliga grega de futbol, amb un cost total de 5 milions d'euros.

## Selecció nacional
Va participar en els Jocs Olímpics d'Atenes de 2004, on va jugar les tres trobades que la selecció olímpica del seu país va disputar en el torneig.
Ha estat internacional amb la selecció de futbol de Grècia en 34 ocasions. El seu debut com internacional es va produir en 18 d'agost de 2005 en un partit contra Bèlgica.
Va ser convocat per a participar en l'Eurocopa de Portugal de 2004. Va jugar com a titular en el partit Grècia 1 a 1 Espanya.
Va ser autor del gol que li va donar la classificació al Mundial de Sud-àfrica 2010.

## Clubs
| Club             | País   | Any       |
| ---------------- | ------ | --------- |
| AE Larisa        | Grècia | 1999-2000 |
| AO Kavala        | Grècia | 2000-2002 |
| PAOK Salònica FC | Grècia | 2002-2006 |
| Panathinaikos FC | Grècia | 2006-     |

## Títols
- 1 Copa de Grecia (PAOK Salònica FC, 2003)
- Màxim golejador de la Superlliga Grega (17 gols, 2006)